# Fleuve côtier
Ne doit pas être confondu avec Fleuve marin côtier.
Un fleuve côtier est un « petit cours d'eau qui prend naissance près des côtes et qui se jette dans la mer », ou l'océan, tout en conservant un débit minimal permanent. 

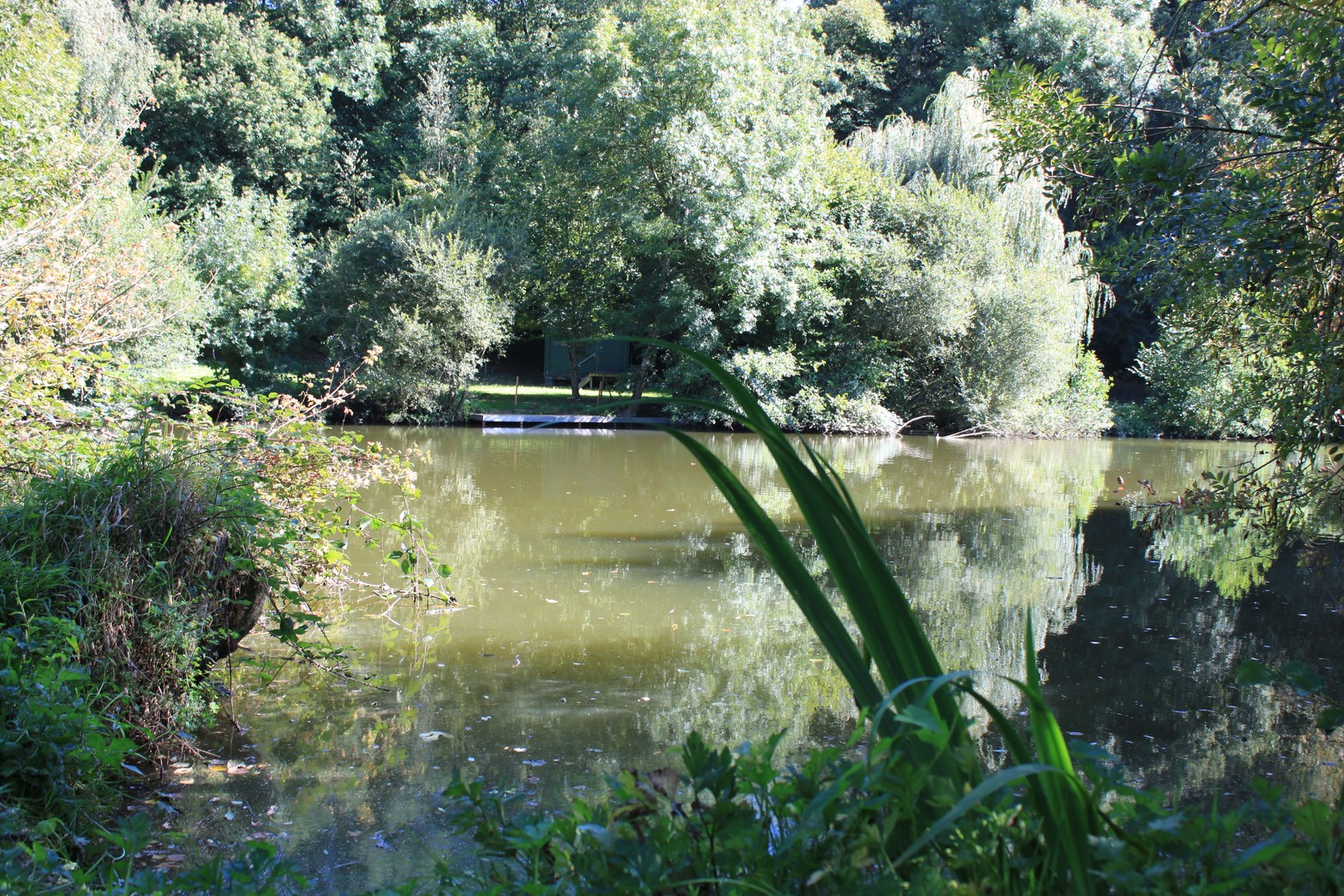
Le Lay est un fleuve côtier de la Vendée.

## Définition
Le fleuve côtier est un fleuve particulier avec :
- un débit permanent (autrement dit, un débit d'étiage non nul) et une embouchure marine, pour acquérir la qualification de « fleuve » ;
- une longueur généralement inférieure à 200 km[réf. souhaitée] et/ou un bassin versant inférieur à 10 000 km2[réf. souhaitée], pour acquérir la qualification de « côtier » ;
- un faible rang de Strahler.

Sur les petites îles, les cours d'eau se jettent quasiment tous directement dans la mer : ils sont néanmoins souvent appelés ravines (et non fleuves côtiers) ; en effet, leur débit d'étiage est souvent nul.
L'espace drainé par un fleuve côtier est appelé « bassin côtier ».

## Quelques fleuves côtiers célèbres

### Belgique
L'Yser, en Flandre française et belge, est connu pour la bataille qui, en octobre 1914, arrêta définitivement la progression des troupes allemandes dans le secteur.

### France
- L'Aa dans le nord de la France, « cher » aux cruciverbistes.
- L'Arc, qui arrose Aix-en-Provence et se jette dans l'étang de Berre (lagune d’eau saumâtre proche de la Méditerranée).
- La Bidassoa en Aquitaine, avec l'île des Faisans, où fut signé en 1659 le traité des Pyrénées.
- Les courants landais (désignation propre à chaque petit fleuve côtier dans le département des Landes).
- Le Couesnon, frontière historique entre le duché de Bretagne et le duché de Normandie, au niveau du mont Saint-Michel.
- La Rance en Bretagne et son usine marémotrice, première réalisation d'utilisation moderne de l’énergie des marées.
- La Roya dont le cours supérieur est en France (Alpes-Maritimes) et qui franchit la frontière italienne pour se jeter dans la Méditerranée à Vintimille.
- La Seudre en Charente-Maritime, pour son élevage ostréicole.
- La Sèvre Niortaise qui se jette dans l'anse de l'Aiguillon en face de l'île de Ré.
- Le Var, fleuve des Alpes-Maritimes qui a donné son nom à un département qu'il n'arrose plus depuis le rattachement du comté de Nice à la France en 1860.
- La Veules en Normandie, longue de 1,154 km, le plus court fleuve côtier de France.

### Autres pays
- L'Alcantara en Sicile, décrite à la fin du XVe siècle par le poète et historien Pietro Bembo.
- Le Pinaros (appellation antique du Pinarus), à 10 km environ au sud d'Issos, lieu où la bataille d'Issos s'est déroulée en novembre 333 av. J.-C. dans l'antique Cilicie.
- Le Méandre[7] dans le sud-ouest de la Turquie, qui a donné son nom aux méandres.
- Le Rubicon en Italie, franchi par Jules César en janvier 49 av. J.-C.
- Le D, fleuve côtier dans l'Oregon, aux États-Unis, et la rivière Roe River dans le Montana, qui se sont disputé le titre de « cours d'eau le plus court au monde » pendant quelques années.